# Pseudoneureclipsis lusitanicus
Pseudoneureclipsis lusitanicus är en nattsländeart som beskrevs av Malicky 1980. Pseudoneureclipsis lusitanicus ingår i släktet Pseudoneureclipsis och familjen fångstnätnattsländor. Inga underarter finns listade i Catalogue of Life.